# Senato di Savoia
Il Senato di Savoia (in francese Sénat de Savoie) era un tribunale, dotato di privilegi, facente parte del sistema amministrativo del ducato di Savoia e sedente a Chambéry. Fu stabilito dal duca Emanuele Filiberto con un editto del 12 agosto 1559. Continuò ad esistere fino alla cessione della Savoia alla Francia, nel 1860.
L'editto del 1559 stabiliva una Corte sovrana con il nome di Senato di Savoia. La confusione tra l'espressione Corte sovrana e la sovranità ha probabilmente favorito l'evoluzione verso il titolo di Senato sovrano di Savoia (in francese Souverain Sénat de Savoie).

## Storia

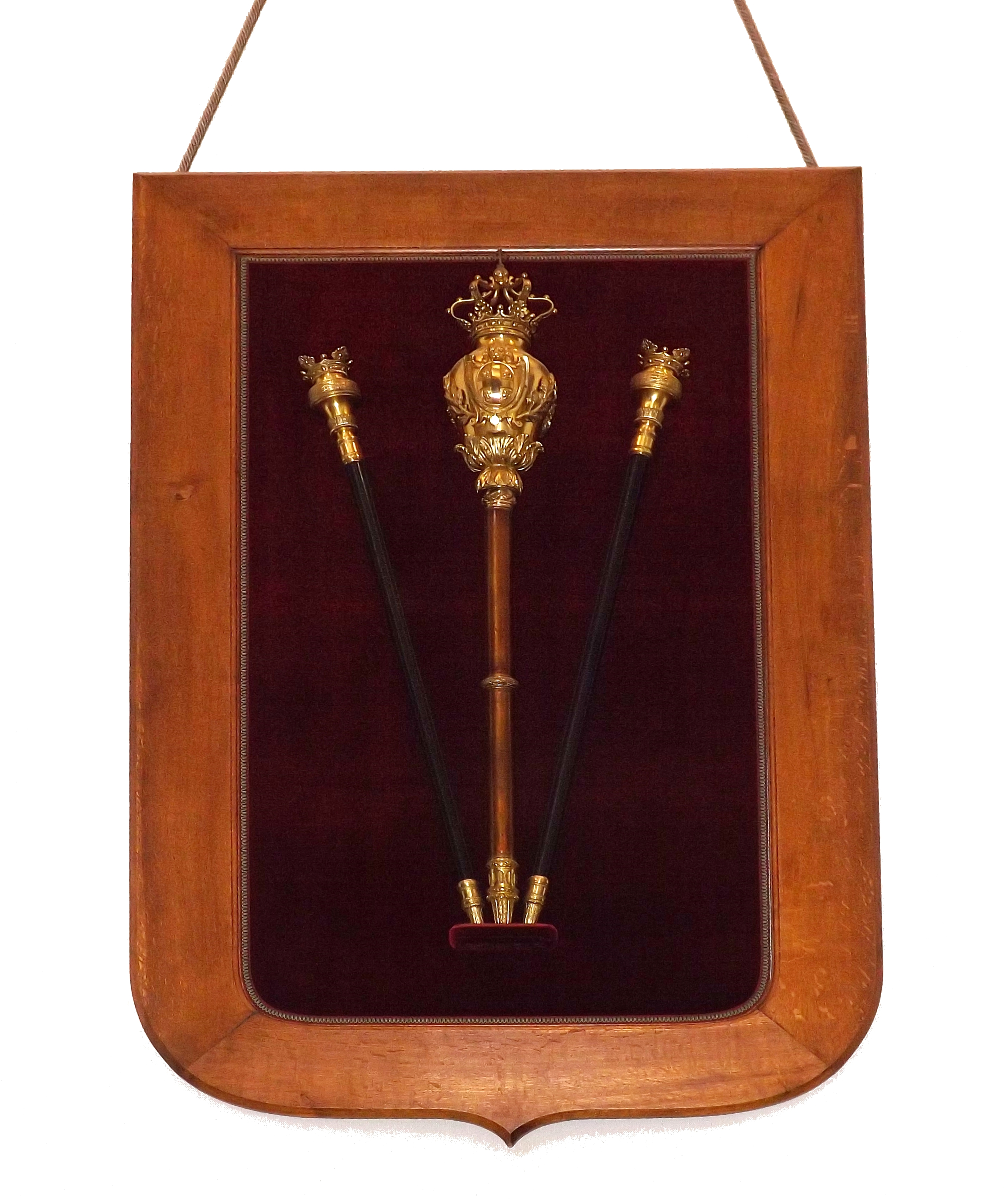
Mazza e bastoni d'argento, insegne dei membri del Senato di Savoia.

Fino al XVI secolo, la giustizia nei territori della Casa di Savoia, al di là delle Alpi, era amministrata da un Consiglio supremo (in francese Conseil suprême) o consiglio comitale, composto da ecclesiastici, da baroni e da giureconsulti. Prese il titolo di Consiglio sovrano (in francese Conseil souverain) sotto il conte Aimone di Savoia. Dopo l'occupazione della Savoia da parte del re di Francia nel 1536, Francesco I istituì un Parlamento di Savoia, sedente nel castello di Chambéry e una politica moderata e rispettosa dei diritto e degli usi delle popolazioni, benché si verificassero abusi. Le attribuzioni del parlamento erano esclusivamente giudiziarie, ma in realtà il parlamento arrivò a ingerirsi per via giuridica in tutte le questioni di stato..
Nel 1559, in seguito alla pace di Cateau-Cambrésis, Emanuele Filiberto tornò in possesso della Savoia. Vi istituì una Corte sovrana chiamata Senato di Savoia, sedente a Chambéry, con un editto del 12 agosto 1559. Il nuovo organismo fu confermato da un secondo editto del 20 febbraio 1560, firmato a Nizza e il Senato funzionò fino all'occupazione francese del ducato di Savoia dal 1792 al 1814.
Il Senato di Savoia ebbe sede nel convento dei Domenicani. L'edificio che ospita l'attuale Palazzo di Giustizia fu  costruito per accogliere il nuovo organismo. All'epoca della cessione della Savoia alla Francia del 1860 era ancora in costruzione. L'edificio accolse invece la Corte d'appello, che subentrò al Senato di Savoia, come pattuito nel  trattato di Torino del 1860.

Lo storico Robert Avezou riassume così le funzioni del Senato: 
Nelle alterne vicende storiche, il Senato sabaudo fu talvolta bistrattato, facendosi difensore degli interessi locali soprattutto durante le occupazioni straniere, altre volte fu contestato e perfino soppresso, come negli anni 1792-1793. Risorto con la Restaurazione, l'antico Senato sabaudo fu trasformato con editto del 1848 in semplice corte d'appello, mantenuta dallo Stato francese nel 1860, dopo l'annessione della Savoia con il trattato di Torino, diventando la Corte d'appello di Chambéry.

## Organizzazione e composizione
I senatori erano scelti fra i migliori giuristi del ducato. La nomina a senatore era nobilitante.
La composizione del Senato era, secondo l'editto del 12 agosto 1559, la seguente:
- un presidente,
- sei senatori,
- un avvocato e procuratore generale di Sua Altezza,
- due applicati e segretari, uno per la giustizia civile e l'altro per la giustizia penale.

L'organizzazione interna di questa istituzione fu inizialmente voluta dallo Stato francese, sotto la guida del giurista Celse Morin, poi ripresa e migliorata per volontà dei duchi di Savoia. Non essendo definita in modo rigido la delimitazione dei poteri del Senato sabaudo, ai senatori veniva concessa grande libertà per la loro organizzazione interna. L'istituzione di questa corte di giustizia (che decideva in ultima istanza), dotata di un ruolo politico, fu uno strumento di accentramento del potere in Savoia.
Avendo il Senato sabaudo acquisito la sovranità da parte del Duca di Savoia, il primo presidente (nominato dal sovrano tra i senatori in carica) governava il ducato in assenza del rappresentante del sovrano.
In ogni sessione veniva seguito un cerimoniale imponente e molto preciso per le sedute pubbliche, che conferiva grande prestigio al Senato e ai senatori.

### Primi presidenti

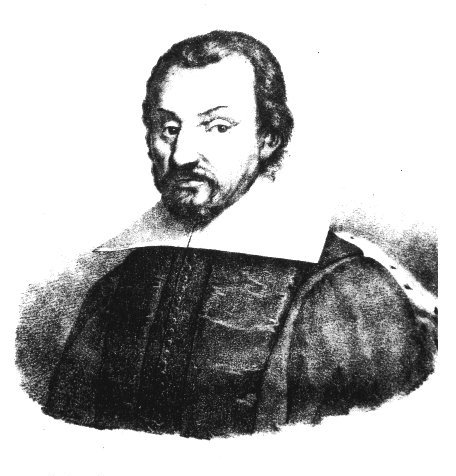
Il presidente del Senato di Savoia Antoine Favre.

Il più celebre dei primi presidenti fu Antoine Favre che entrò in Senato nel 1587 e ne divenne presidente nel 1608.
- 15 agosto 1559: Catherin Pobel, già presidente del Consiglio del Genevese (1551-1559)[10] ;
- 22 novembre 1571: Louis Milliet;
- 15 dicembre 1580: René de Lyobard du Châtelard;
- 15 agosto 1585: Charles Vuillet;
- 3 marzo 1587: Sebastiano di Solere[11];
- 1º febbraio 1598: Charles de Rochette;
- 1599: Guillaume d'Oncieu;
- 1600-1601: 2ª occupazione francese del ducato di Savoia (guerra franco-savoiarda);
  - ottobre 1600: Claude Lambert Marie de Portier, maître des requêtes;
- 20 giugno 1610: Antoine Favre;
- 10 aprile 1624: Hector Milliet de Challes;
- 1630-1631: 3ª occupazione francese
  - giugno 1630: Claude Expilly de la Poëpe;
- 15 agosto 1643: Janus d'Oncieu de Cognac;
- 26 giugno 1658: Guillaume de Blancheville;
- 21 aprile 1659: François Bertrand de la Pérouse. Hector Millet è menzionato come primo presidente del Senato di Savoia nel 1678;
- 10 aprile 1680: Janus Noyel de Bellegarde[12];
- 27 maggio 1687: Orazio Provana;
- 21 febbraio 1691: Victor-Emmanuel de Bertrand de la Pérouse;
- 1690-1696: 4ª occupazione francese;
- 1699: Jean-François Noyel de Bellegarde, figlio di Janus;
- 1703-1713: 5ª occupazione francese;
  - 14 gennaio 1704: Antoine Guérin de Tencin;
  - 26 ottobre 1705: François Guérin de Tencin;
- 16 agosto 1713: Antoine Gaud;
- 15 settembre 1726: Luigi Ignazio San Giorgio di Foglizzo;
- 23 novembre 1739 : Orazio Vittorio Sclandi Spada;
- 1742-1749: occupazione spagnola;
- 23 aprile 1749: Claudio Astesano;
- 9 ottobre 1764: Jacques Salteur. Secondi presidenti: François-Xavier Maistre e Denis d'Arenthon d'Alex;
- 1789: Paul-Joseph Biord;
- 9 luglio 1790: Cesare Lovera di Maria;
- 1792-1815: 6ª occupazione francese;
  - 20 novembre 1792: Joseph Curial;
  - 30 agosto 1814: Luigi Amedeo Gattinara di Zubiena;
  - 5 marzo 1816: Vincenzo Maria Busca della Rocchetta;
- 31 dicembre 1822: Lazzaro Calvi;
- 22 aprile 1825: Gaspare Michele Gloria;
- 23 luglio 1831: Giuseppe Pettiti;
- 24 dicembre 1833: François-Joseph-Marguerite de Buttet de Tresserve;
- 20 luglio 1844-1848: Carlo Giovanni Battista Grillo.

## Funzioni

### Funzione giudiziaria
Il Senato di Savoia era incaricato di amministrare la giustizia in nome del duca di Savoia. In un primo tempo, svolse essenzialmente le funzioni di corte d'appello per le sentenze di primo grado. Oltre a questo ruolo di tribunale di secondo grado, era parimenti una corte di cassazione, pronunciandosi in ultima istanza in materia penale, fino all'applicazione della pena capitale. Forniva un aiuto giurisdizionale gratuito ai più poveri nell'ambito del ristabilimento dell'antico Ufficio dei poveri voluto originariamente da Amedeo.

### Funzione  amministrativa
In materia amministrativa, si occupò della regolementazione della sicurezza generale, del rispetto dei buoni costumi e della polizia urbana.

### Funzione ecclesiastica
Assunse un ruolo di promulgazione di decreti nell'ambito delle relazioni con la Santa Sede.

### Funzione legislativa
Attraverso le decisioni prese nell'ambito delle sue competenze iniziali, il Senato sabaudo divenne ben presto di fatto una vera e propria camera legislativa e costituente. Grazie alla superiorità delle sue decisioni, riconosciuta da tutti i giuristi, cioè ufficiali giudiziari, avvocati e notai, il Senato fornì una giurisprudenza civile abbondante e coerente, più basata sull'equità che sulla pura applicazione della legge decisa in particolare dai duchi di Savoia.

### Ruolo diplomatico
Il Senato sabaudo poteva esercitare un ruolo di rimostranza, cioè poteva avanzare osservazioni e critiche nei confronti di provvedimenti presi dagli organi centrali. L'organismo godeva di notevole fiducia da parte del governo centrale, di cui era uno dei consulenti più ascoltati e consultati regolarmente. Terreno fertile per funzionari di alto rango, i senatori svolgevano missioni diplomatiche di ogni genere quando le circostanze lo richiedevano. Era chiamato a formulare proposte legislative che influenzavano la politica condotta a Torino, che, dopo l'occupazione francese del XVI secolo, divenne la nuova capitale degli Stati sabaudi a scapito di Chambéry.

### Fondi archivistici
- (FR) Fonds des juridictions : Parlement et Sénat de Savoie, juridictions subalternes, su Archives départementales de la Savoie,  Série B.